# 930-ті
Раннє Середньовіччя •  Епоха вікінгів •  Золота доба ісламу •  Реконкіста

## Події

### Східна Європа
- У Києві правив князь Ігор. У степовій зоні панували печеніги.
- У Візантії фактична влада належала Роману I Лакапіну, який був співімператором й опікуном Костянтина VII Багрянородного.
- У Богемії убито князя святого Вацлава, новим князем став Болеслав I Грізний.
- Серби з допомогою Візантії прогнали болгар зі своєї території.
- Почалося швидке спорудження замків у Великопольщі.
- Мадяри зазнали поразки від військ Генріха I Птахолова, яка на деякий час зупинила їхні походи проти німецьких земель. Вони здійснили кілька походів на Бургундію та Італію. У ці часи у них ще не було єдиного правителя, різні загони очолювали сини Арпада.

### Західна Європа
- У Східному Франкському королівстві 936 року королем став Оттон I, успадкувавши трон від батька Генріха I Птахолова. Йому довелося вести війни з великими феодалами королівства, які не одразу визнали його владу.
- У Західному Франкському королівстві після Рауля I королем став Людовик IV Заморський. Йому довелося вести боротьбу за владу й землі з великими феодалами, зокрема з Гуго Великим та Гербертом де Вермандуа.
- Королівство Англія зміцнилося під керівництвом Етельстана. Він допоміг Гокону I стати королем Норвегії, вів успішні війни в Шотландії. Після його смерті королем став Едмунд I.
- Гуго Арльський був королем Італійського королівства.
- У Римі тривав період порнократії, коли владу тримала у своїх руках Марозія, її чоловіки та діти.
  - 931 — кінець понтифікату Папи Стефана VII (VIII)
  - 931—935 — понтифікат Папи Іоанна XI;
  - 936—939 — понтифікат Папи Лева VII;
  - 939 — початок понтифікату Папи Стефана VIII (IX);

### Арабський світ
- В Аббасидському халіфаті 932 року після вбивства аль-Муктадіра халіфом став ар-Раді, якого 940 року змінив аль-Муттакі.
- Зіярид Мардавідж на початку десятиліття підкорив собі значні території на південь від Каспію під гаслом повернення до зороастризму, однак його рух зазнав поразки, після чого в Ірані піднеслася перська шиїтська династія Буїдів.
- Фатіміди з Іфрикії здійснили ще одну невдалу спробу захопити в Аббасидів Єгипет. У Магрибі довелося поступитися кордовським Омеядам.

### Азія
- З 936 по 941 рік у Японії тривала смута Дзьохей-Тенґьо.
- Держава Намв'єт на півночі сучасного В'єтнаму здобула незалежність від Китаю.
- На Корейському півострові держава Корьо підкорила собі Сіллу та Хупекче.
- У Китаї тривав період п'яти династій і десяти держав.
- Значними державами Індії були Пала, держава Раштакуртів, Пратіхара, Чола.